# Tipula perlongipes
Tipula perlongipes är en tvåvingeart som beskrevs av Johnson 1909. Tipula perlongipes ingår i släktet Tipula och familjen storharkrankar. Inga underarter finns listade i Catalogue of Life.